# Veles (Noord-Macedonië)

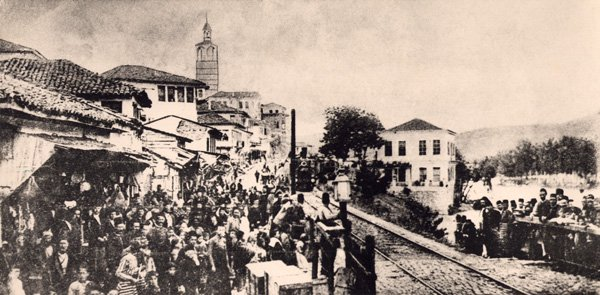
eerste trein in Veles (1873)

Veles (Macedonisch: Велес) is een industriestad en gemeente in het midden van Noord-Macedonië. De gemeente heeft 55.108 inwoners (2002). De stad bestaat sinds 168 v.Chr. onder namen als Vila zora en Kjupurli. Volksetymologie leidt de naam Veles af van Slavisch "v les", in de bossen, vanwege de dichte bossen rondom de stad. De stad bestond echter al lang voor de komst van de Slaven in de 6e eeuw.

## Geschiedenis
Heel lang werd aangenomen dat Veles de locatie was van Bylazora, een belangrijke stad in Dardania. Recente archeologische opgravingen (2008-2009) bij Sveti Nikole, ongeveer 20 kilometer ten noordoosten van Veles, bevestigen dat deze vindplaats de locatie van Bylazora moet zijn.
Vanaf 1395 komt de stad in Ottomaanse handen en verandert de naam in Köprülü, verwijzend naar de brug over de Vardar die destijds de twee delen van de stad verbond. Na het vertrek van de Ottomanen heet de stad weer Veles. Na de Tweede Wereldoorlog heette de stad een tijdje Titov Veles ter ere van de staatsman Josip Broz Tito. Na de afscheiding van Joegoslavië werd dit weer ongedaan gemaakt.
In 2016 kwam de stad in het nieuws nadat bekend werd dat enkele jongere inwoners valse verhalen over de Amerikaanse presidentsverkiezingen van 2016 naar buiten brachten. Met deze fake news-verhalen, verdienden ze geld via Facebook. Ze brachten die verhalen niet naar buiten om politieke redenen, maar omdat ze veel advertentie-inkomsten opleverden.

## Galerij

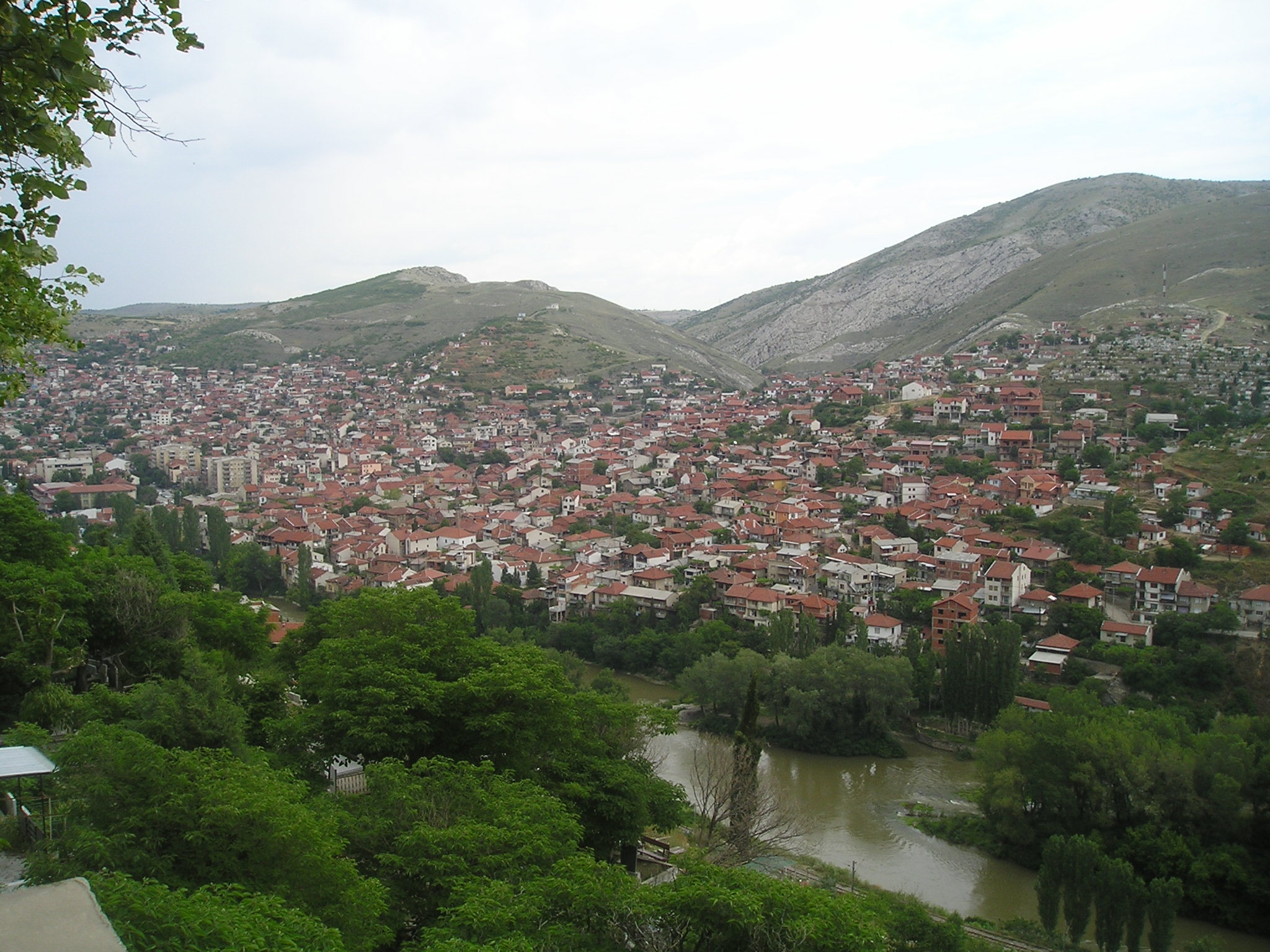
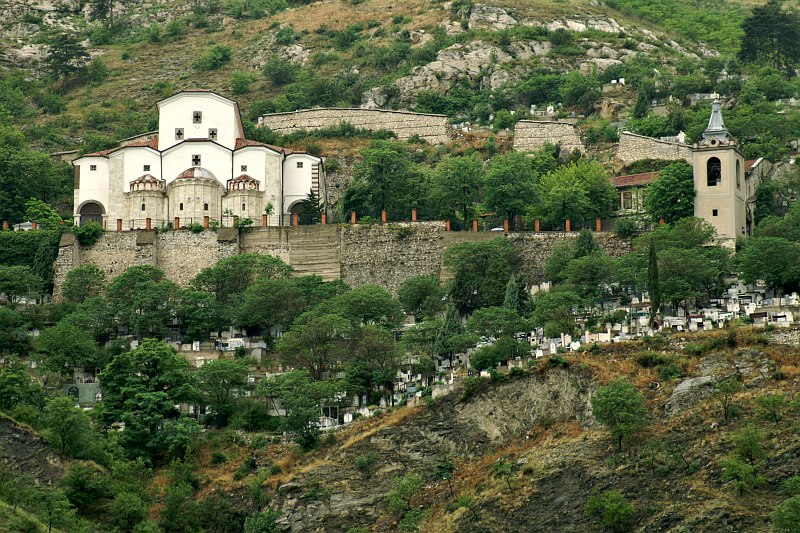
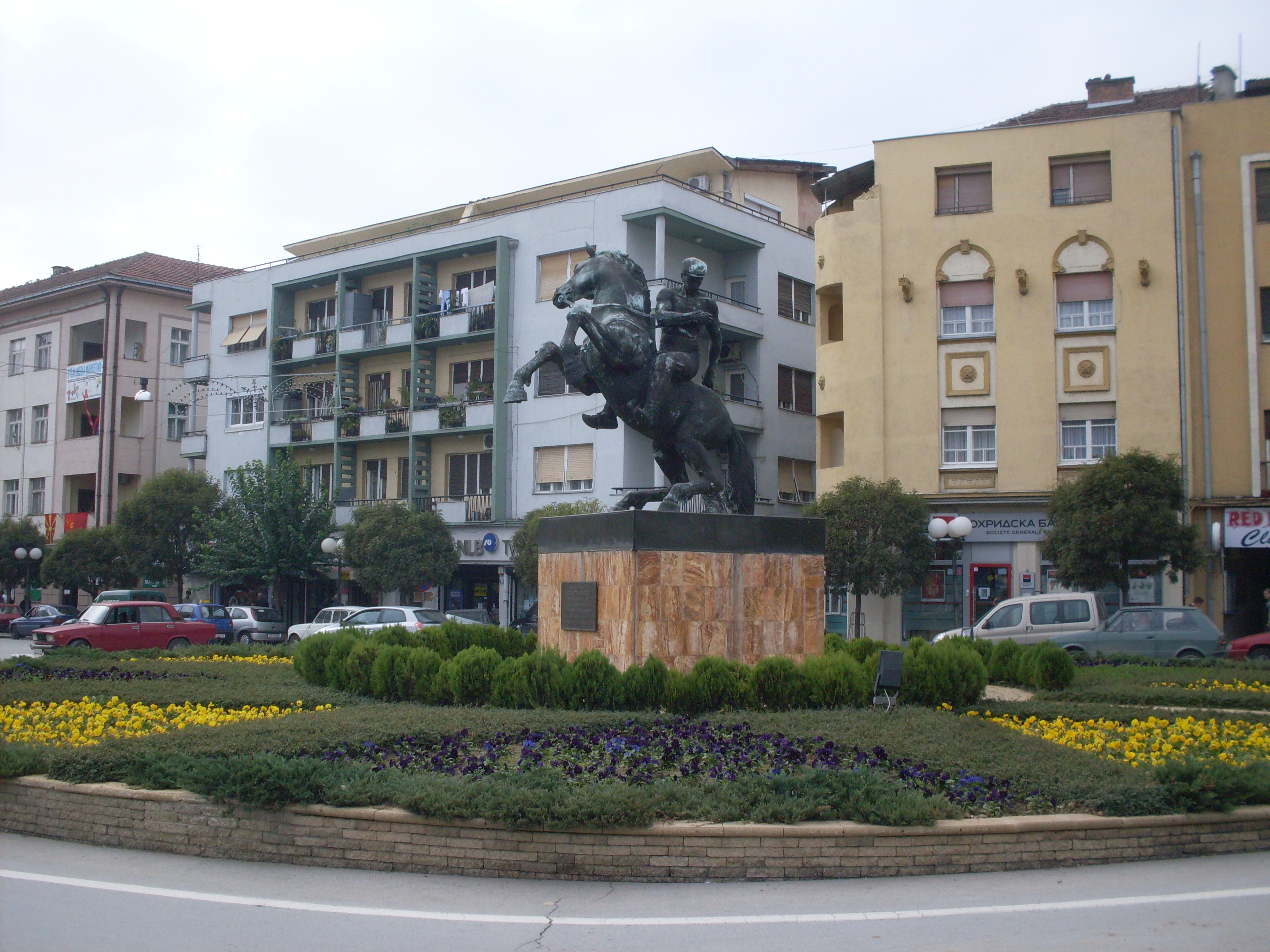
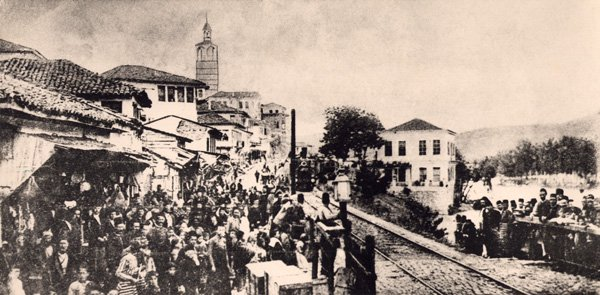
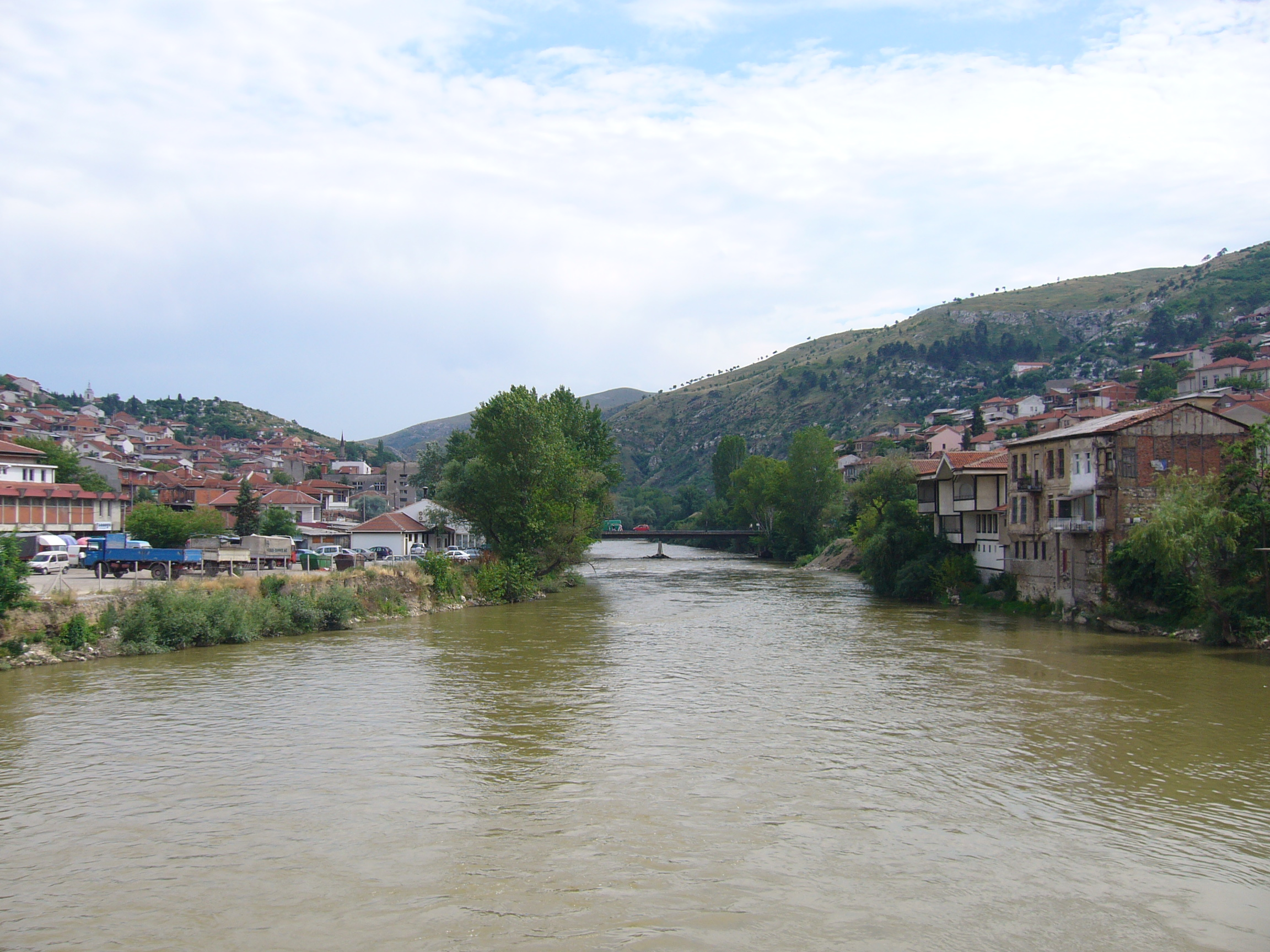
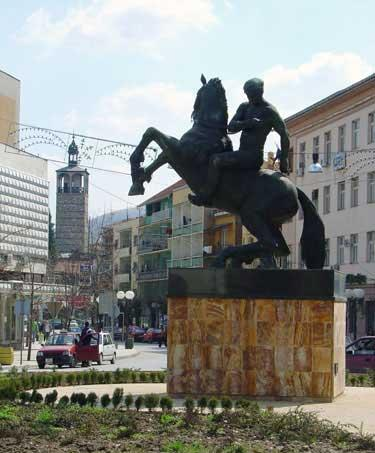
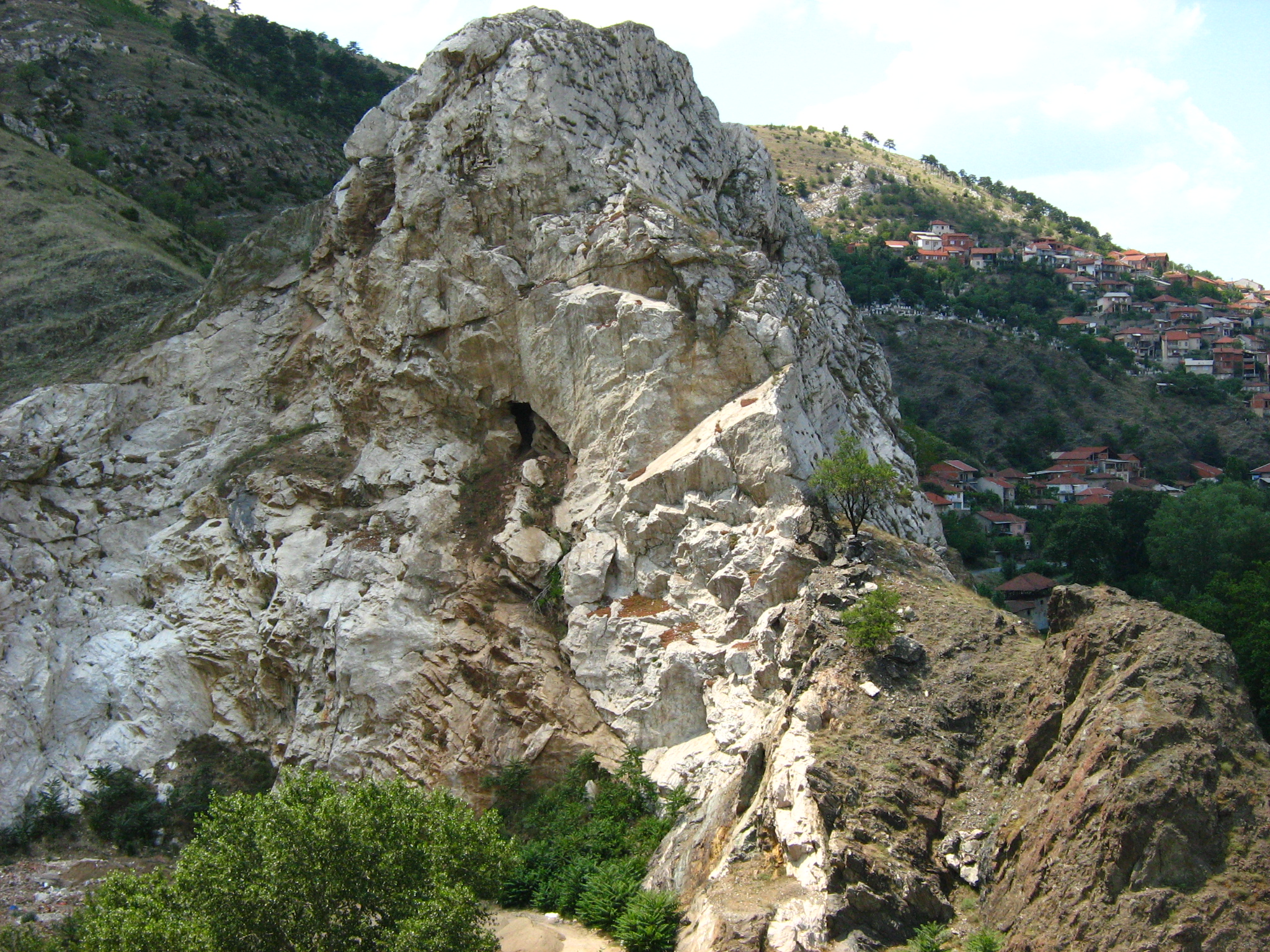
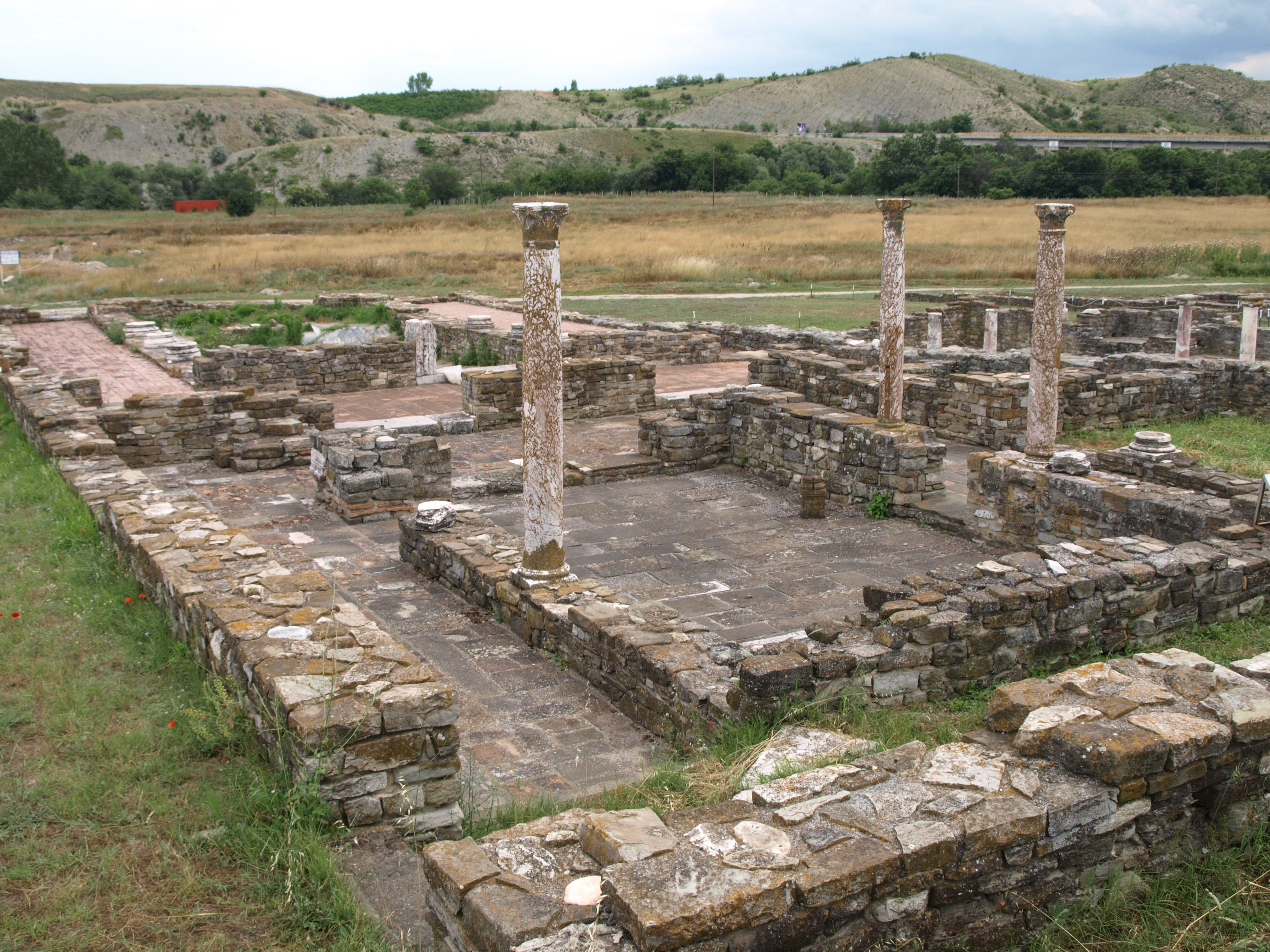
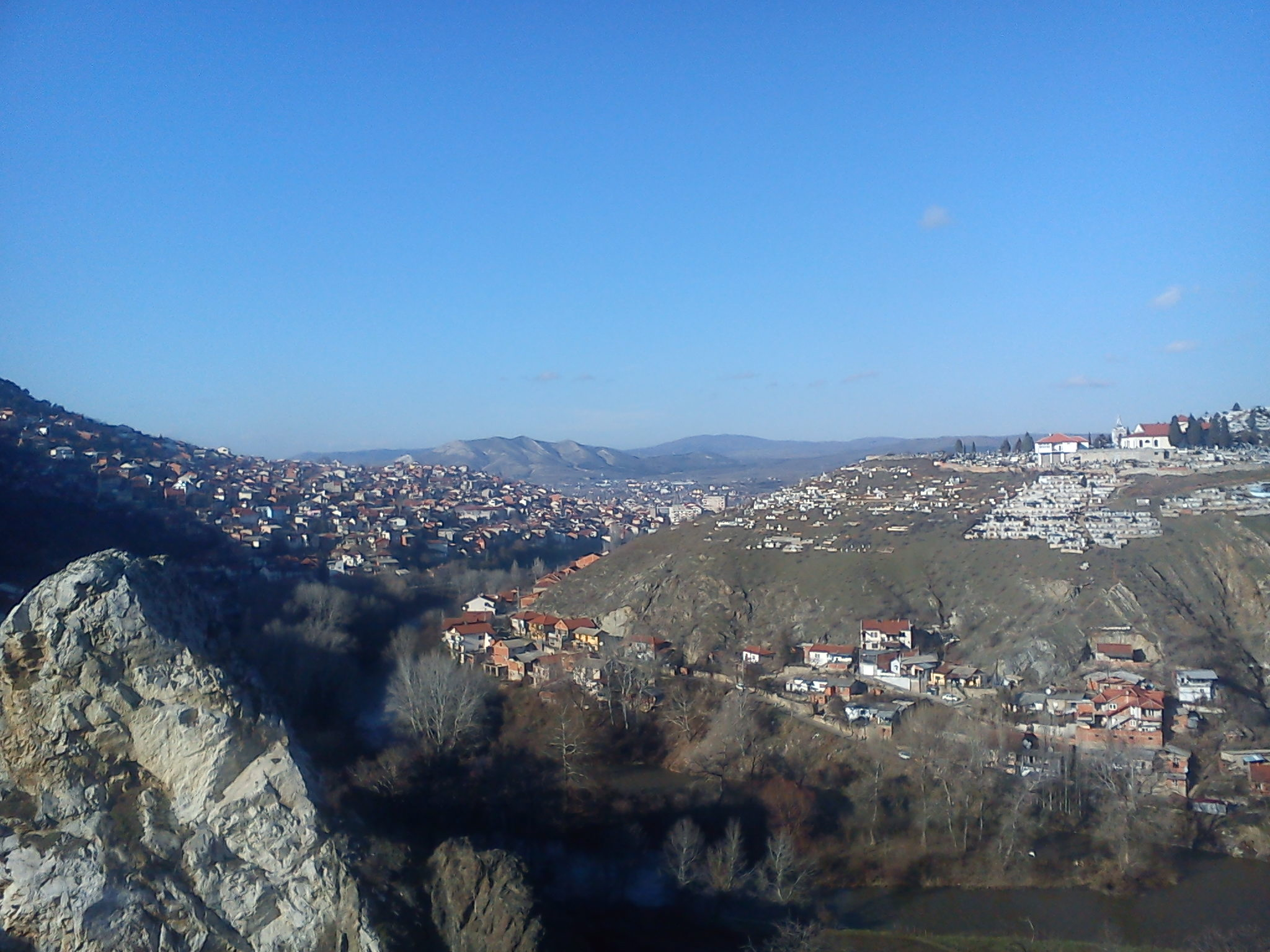
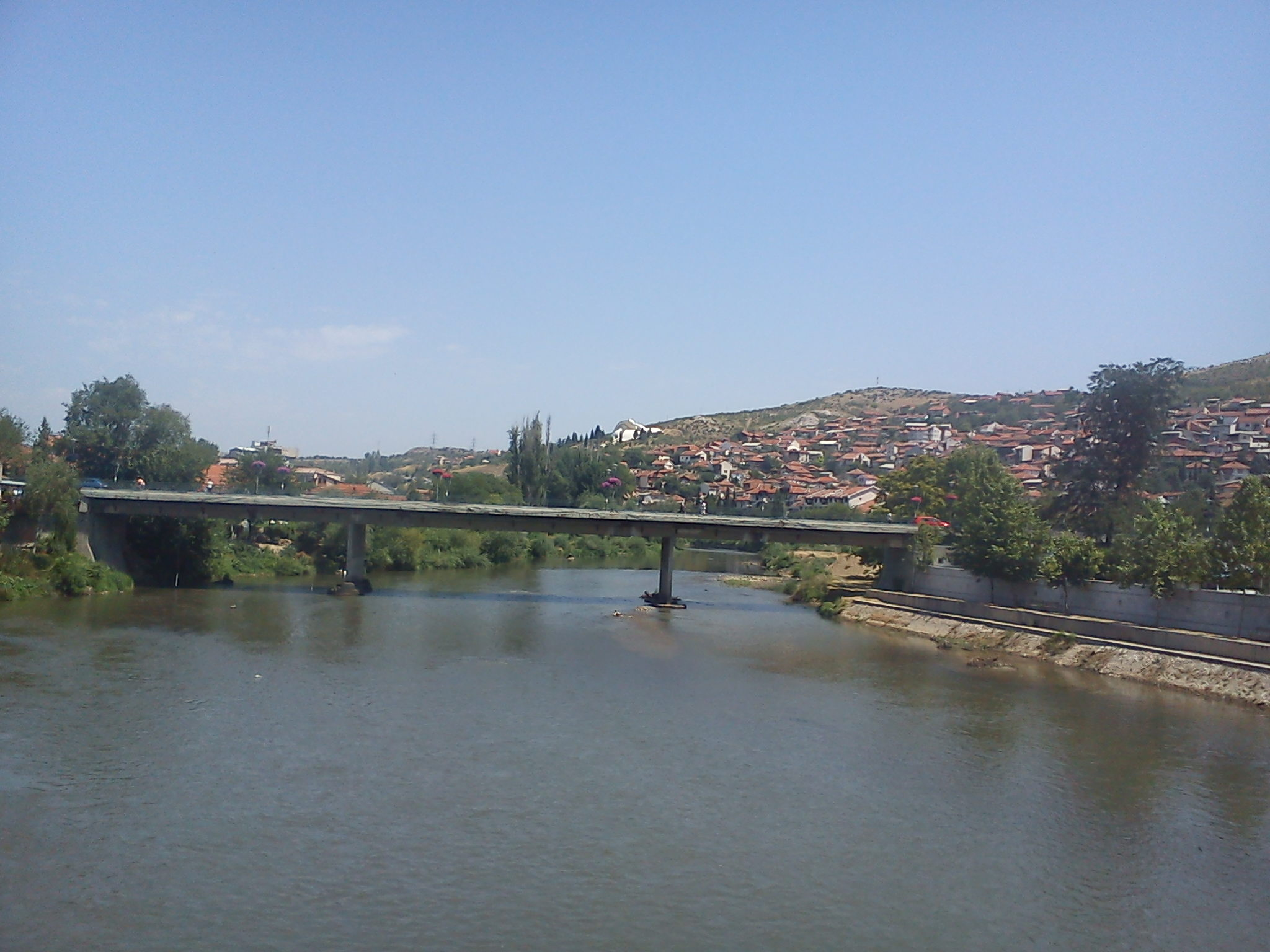
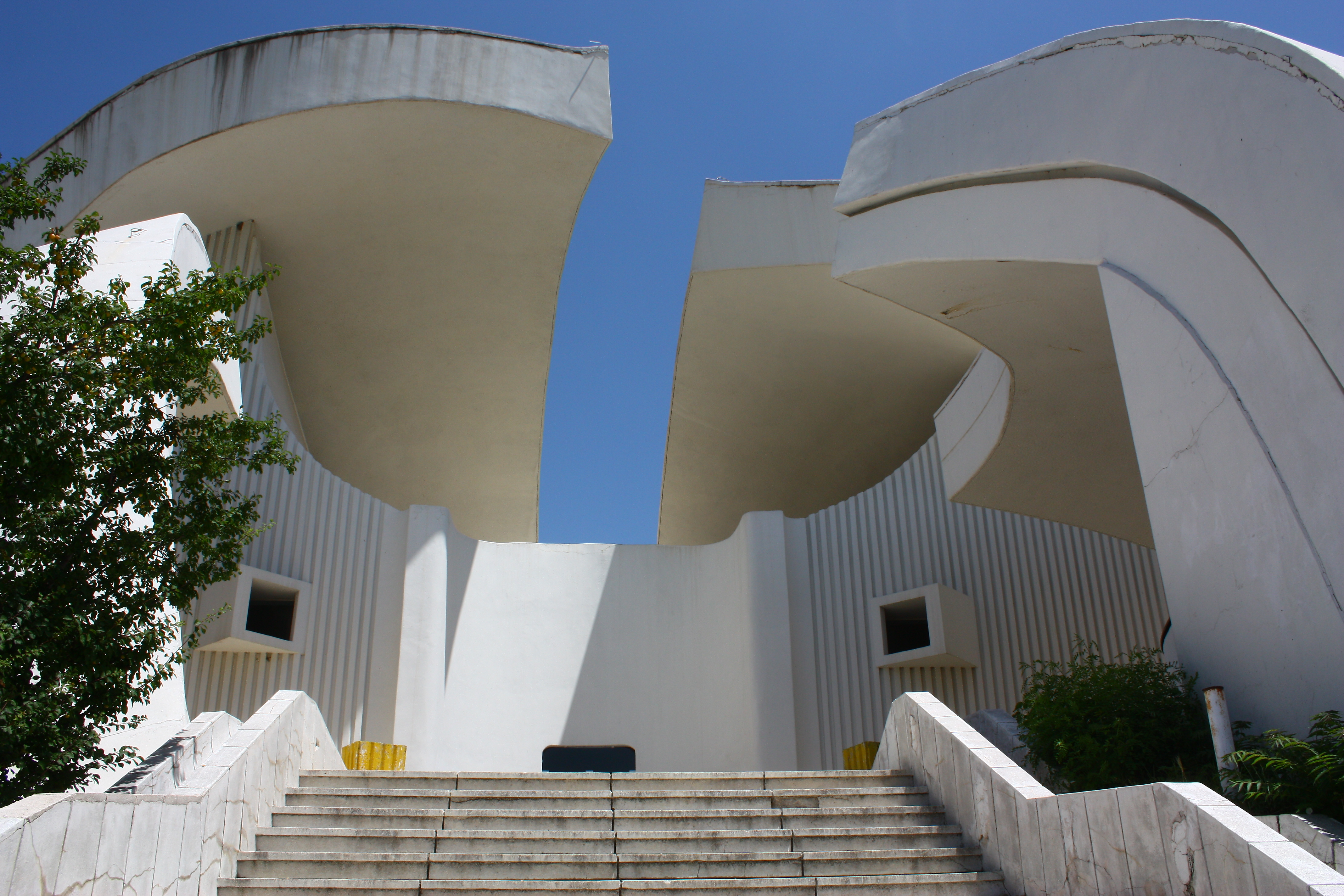

## Geboren
- Denis Mahmudov, voetballer
- Atanas Talevski, fotograaf
- Cansever, singer-songwriter